# Ulrich Jahr

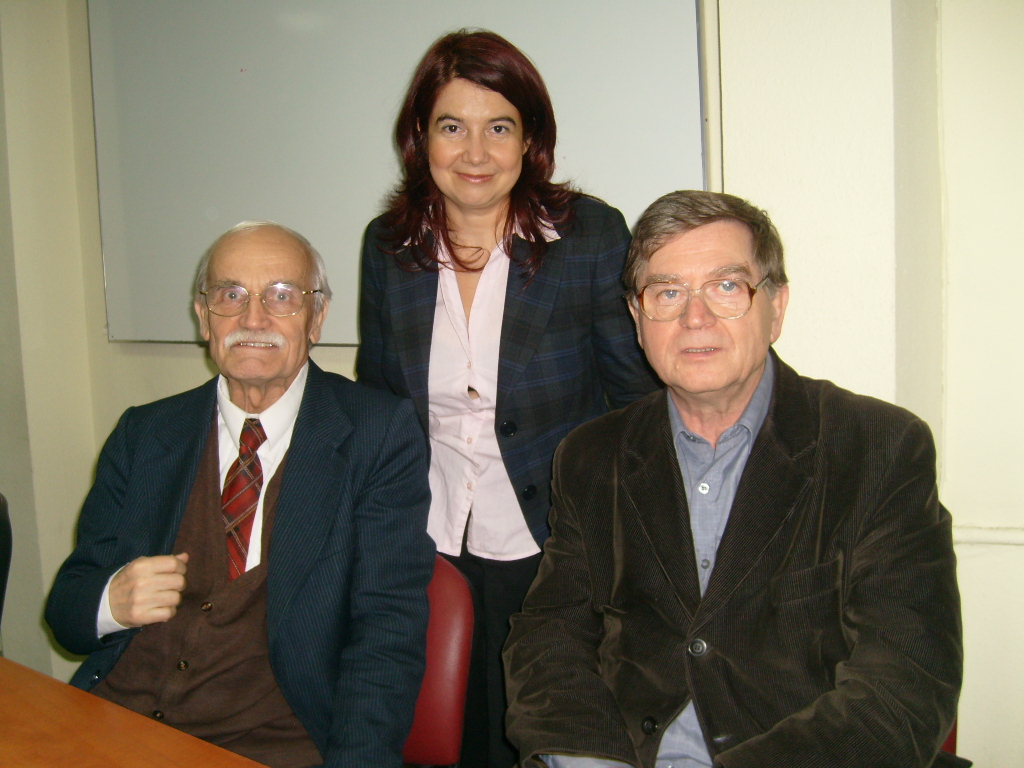
Ulrich Jahr w towarzystwie Agnieszki Brustman i Zbigniewa Czajki, Kraków 2008

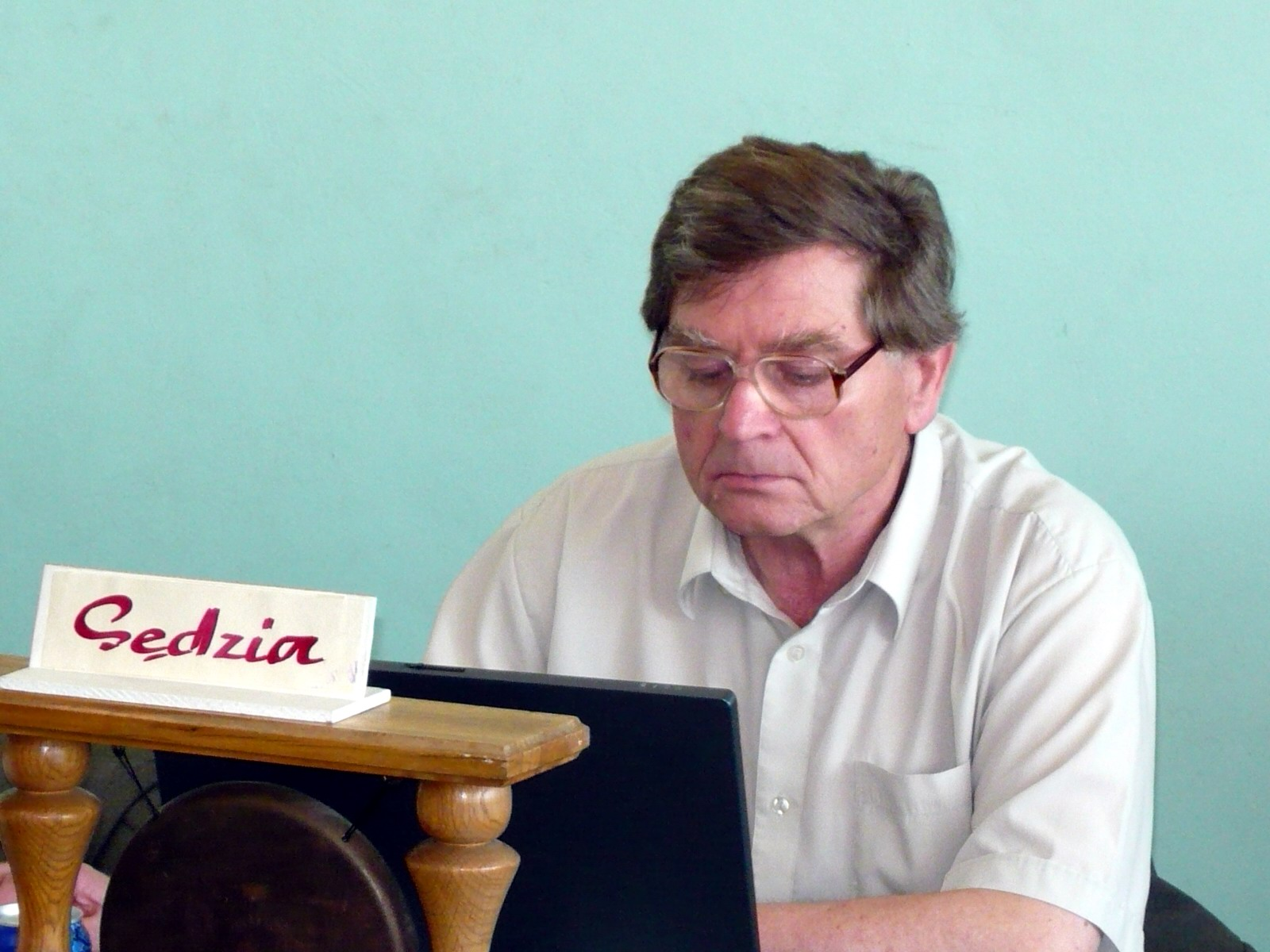
Ulrich Jahr podczas sędziowania zawodów szachowych, Bydgoszcz 2009

Ulrich Jahr (ur. 12 sierpnia 1939 w Bydgoszczy) – polski szachista, działacz szachowy i sędzia klasy międzynarodowej.

## Życiorys
W szachy gra od czternastego roku życia. Jako junior zdobył w roku 1956 tytuł wicemistrza Bydgoszczy seniorów, za wynik ten uzyskując I kategorię szachową, którą posiada do dziś. Rok później w bydgoskim klubie "Polonia" zaczął uprawiać lekkoatletykę. W roku 1959 wystąpił w finałach mistrzostw Polski juniorów do lat 18 w biegach przez płotki na dystansie 200 m i 400 m, w obu konkurencjach dwukrotnie zajmując VI miejsce w kraju. Z powodu rozpoczęcia studiów wieczorowych, w latach 1959–1964 nie uprawiał wyczynowo sportu. W roku 1964 ukończył Wyższą Szkołę Inżynierską w Bydgoszczy, uzyskując tytuł inżyniera mechanika. Rok później powrócił do działalności szachowej, początkowo jako zawodnik bydgoskiego klubu „Caissa”, a następnie jako działacz i sędzia. W roku 1970 został wybrany do Zarządu Okręgowego Związku Szachowego w Bydgoszczy, pełniąc funkcję sekretarza, natomiast w latach 1976–1980 był prezesem tego związku.
W latach 70. i 80. współorganizował oraz sędziował wiele ogólnopolskich imprez szachowych, m.in. wielokrotnie mistrzostwa Polski w szachach błyskawicznych i szybkich, finał mistrzostw Polski mężczyzn w roku 1976 w Bydgoszczy, finały drużynowych mistrzostw Polski, pięć międzynarodowych festiwali szachowych pod nazwą „Szachowe Dni Bydgoszczy” oraz turniej strefowy kobiet (eliminacji mistrzostw świata) w roku 1980 w Bydgoszczy. Następnie, w latach 90., wielokrotnie pełnił funkcję redaktora biuletynów turniejowych i asystenta sędziego głównego na największych turniejach w Polsce, m.in. kilkakrotnie w memoriałach Akiby Rubinsteina w Polanicy-Zdroju, otwartych festiwalach w Bydgoszczy i MK Cafe w Koszalinie oraz memoriałach Emanuela Laskera w Barlinku.
W roku 1974 uzyskał państwową klasą sędziowską, natomiast w 1978 jako piętnasty Polak w historii otrzymał tytuł arbitra klasy międzynarodowej FIDE. Od 1976 działał w strukturach Polskiego Związku Szachowego, kolejno pełniąc funkcje członka Komisji Sędziowskiej, od 1980 do 1992 (przez trzy kadencje) przewodniczącego tej komisji, natomiast w latach 1992–1995 wiceprezesa PZSzach. W latach 1983, 1988 i 1995 był redaktorem i współautorem trzech kolejnych wydań Kodeksu Szachowego. W roku 1986 pełnił funkcję kierownika polskiej ekipy podczas olimpiady szachowej w Dubaju. W latach 1999–2003 był pierwszym prezesem Kujawsko-Pomorskiego Związku Szachowego, a do roku 2006 – przewodniczącym Kolegium Sędziów KPZSzach. W 2008 roku ponownie wybrany został do Zarządu KPZSzach (przyjmując stanowisko wiceprezesa ds. organizacyjnych) oraz do składu Kolegium Sędziów Polskiego Związku Szachowego. Od 2018 członek Komisji Etyki PZSzach.
W uznaniu zasług odznaczony został Srebrnym (1983) oraz Złotym Krzyżem Zasługi (1997). Od roku 1997 jest również członkiem honorowym Polskiego Związku Szachowego.
Ulrich Jahr mieszka w Bydgoszczy, od 1964 r. jest żonaty, ma trzech synów (jeden z nich, Marcin, jest jazzowym perkusistą). Od maja 2008 r. jest na emeryturze.
W 2013 r. opublikował bazę wszystkich miejscowości w Polsce, wraz z dokładnym bilansem ludności na 1 stycznia 2012. Przygotowanie tego zestawienia zajęło 5 lat.